# 鉄鋒区
鉄鋒区（てつほう-く）は、中華人民共和国黒竜江省チチハル市に位置する市轄区。

## 地理
本区の南部にジャロン自然保護区がある。保護区を囲むように東部から南西部には緑地が続き、その東部から南東部は大慶市林甸県、南部は大慶市ドルボド・モンゴル族自治県そして南西部は昂昂渓区と行政区境となっている。

## 歴史
鉄鋒は鉄道の東側に位置したことから旧称を鉄東と称した。1946年5月、満洲国時代の11区を6区に統合整理した際のに第六区となり、1954年12月に第五区の一部を統合し鉄東区が設置、1958年1月、永定区が廃止されその一部地域が統合された。
1958年、人民公社化の推進によりチチハル市6区は10人民公社に改編され、1961年8月に7人民公社に統合、その際鉄鋒・火車頭・和平の3公社を統合し鉄鋒区が成立した。

## 行政区画
下部に8街道、1鎮を管轄：
- 街道弁事処：站前街道、南浦街道、通東街道、光栄街道、竜華街道、北局宅街道、東湖街道、種畜場街道
- 鎮：扎竜鎮

## 教育

### 大学
- チチハル高等師範専科学校（中国語版）
- 黒竜江交通職業技術学院（中国語版）

## 交通

### 鉄道
- 中国国家鉄路集団
  - 中国鉄路ハルビン局集団公司
    - 平斉線、斉北線  　チチハル駅

### 道路
- 高速道路
  -  綏満高速道路
  -  嫩泰高速道路

- 国道
  -  G111国道（中国語版）
  -  G301国道

- 県道
  -  040号県道

## 健康・医療・衛生
- チチハル市中医医院
- チチハル市鉄鋒区医院門診
- チチハル市鉄鋒区婦幼保健院

## 名所・旧跡・観光スポット
- ジャロン自然保護区